# 遠隔医療
遠隔医療（えんかくいりょう、英語：Telehealth, Telemedicine）とは医師と患者が距離を隔てたところでインターネットなどの情報通信技術を用いて診療を行う行為。遠隔診療、オンライン診療とも言われる。細かく見ると「遠隔診断」と「遠隔診察」とに分けられる。
導入に当たっては、診断に不可欠な医療データ、端末や機器、そして薬品等を揃え、読影等が可能な医師の確保等をすることが正確な診療を行うために必要不可欠である。離島、僻地など、場所に限らず等しく診療を受ける事ができれば距離移動を行う無駄が省ける。
また、医者が行かなくても僻地で診療が行えるため、医師不足解消の方策としても期待される。
伝統的に郵便を通じてこの種の医療行為は行われていた。また、アフリカの村では重病の場合、村から離れるよう警告の狼煙をあげた。

## 日本政府の取り組み
総務大臣及び厚生労働大臣の共同懇談会である「遠隔医療の推進方策に関する懇談会」(総務省、厚生労働省、経済産業省)が開催され、平成20年7月の中間とりまとめが発表された。地方における医師不足等が指摘されている状況を踏まえ、地域医療の充実に資する遠隔医療技術の活用方法と、その推進方策について検討したものである。5つの提言がなされている。
また、情報技術を活用した今後の望ましい医療の実現を目指して、厚生労働省は遠隔医療の基盤となる医療分野の情報化の推進について、さまざまな施策を講じている。
さらに、オンライン診療をリスト化して公開している。
2018年などに、厚生労働省などが『オンライン診療の適切な実施に関する指針』を策定している。また、18年度に公的医療保険の適用対象ともなった。当初は対面診療を一定期間受けている患者に限られたが、コロナ禍で特例で初診でも可能と緩和されたが、22年に条件付きで初診でもオンライン診療を可能とした。
具体的な政策としては、ムーンショット型研究開発制度の目標1「2050年までに、人が身体、脳、空間、時間の制約から解放された社会を実現」（1-7、細胞内サイバネティック・アバターの遠隔制御によって見守られる社会の実現）および目標3「2050年までに、AIとロボットの共進化により、自ら学習・行動し人と共生するロボットを実現」（3-1-3、スマートロボットの福祉・医療への展開技術の構築）を通じた国家プロジェクトとして推進されている。

## 遠隔医療の形式
遠隔医療には二つの形式が存在する。医者が患者へリアルタイムに診療を行う方法と、そうでない方法である。
前者の遠隔医療へはテレビ会議装置の利用が一般的である。このテレビ会議装置またはコンピュータへつけられる周辺機器があり、例えば耳鏡で患者の耳を調べたり、聴診器で鼓動を聴くこともできる。この方法は精神科、内科、リハビリテーション科、心臓科、小児科、産婦人科、神経科、術中病理診断等で有効である。
また最近ではロボットを遠隔操作した手術の試みも出てきた。
後者の医療は患者のX線写真や生体信号のデータで、これらは患者が不在でもオフラインで診断が可能である。この方法が有効なのは皮膚科、放射線科、病理科、また眼底写真などの一部の眼科である。またこれらはビジネス化も容易であり特に放射線科診断の分野では民間会社の提供するサービスが増えてきている。一方でリアルタイムでない場合は、医療の安全を確保できないなど負の面の課題がある。たとえば送信側と受信側双方ともに、パスワード共有、成り済ましや取違い等があった場合に検出する方法を確立する必要がある。
近年では、スマートフォンを使っての遠隔診療が受けられるアプリが開発・実用化されている。
これらは辺境や孤立した集落での医療へ有効に利用されている。
アメリカでは2024年から遠隔医療が拡大・実施されることが決まっており、遠隔診療はこれからのトレンドと言える。

## 人口希薄地での遠隔医療の例
人口が希薄な地域では通常の方法で病院を経営する事ができない。
そのため特にオーストラリアでは地域による医療の格差をなくすために非営利団体ロイヤルフライングドクターサービスが飛行機を用いた患者の病院への搬送と救急医療を行なっている。1900年代初頭、人口希薄地帯の住民は電気が通っていなくとも自転車のペダルを使った発電機を動力源にした無線でこのフライングドクターと通信した。
遠隔地へはまた、初期医療が可能な看護師が常駐しており、病院やフライングドクターの救援を呼ぶことができる。
日本では医師の間の遠隔医療は法的には問題は無かったが、医師と患者の間の遠隔医療は、これまで対面診療が原則であった医師法（20条）により禁止されていた。近年法解釈が一部変更になり、平成9年に離島山間部僻地で、平成15年には安定期にある慢性疾患患者の一部で遠隔医療が可能になっている。今後この規制は緩和される方向である。
日本国内における遠隔医療のパイオニアは、多くの人口希薄地を背景に持つ旭川医科大学であり、道北および離島部に対する遠隔医療を行っている。

## 問題点
医師が診察しない、初診で禁じられた向精神薬を処方などの医師法や国の指針に抵触しかねないケースが見られる。